# Zakaria Bakkali
Zakaria Bakkali (Lieja, 26 de enero de 1996) es un futbolista belga, que también posee nacionalidad marroquí, que juega como extremo en el Ittihad Tanger de la Liga de Fútbol de Marruecos.

## Trayectoria

### PSV Eindhoven
De niño jugó en el club de su ciudad en Bélgica, el Standard de Lieja, pero a los 12 años el PSV Eindhoven de Países Bajos lo contrató. Pasó por las diferentes categorías inferiores demostrando sus cualidades y talento en ellas.
A principios de la temporada 2013-14 fue ascendido al primer equipo del PSV. Su primer partido con el equipo neerlandés fue en la fase de clasificación a la Liga de Campeones del mismo año, ante el Zulte Waregem, el 30 de julio, en la ida jugó 80 minutos, ganaron 2-0. El 7 de agosto, en el partido de vuelta, anotó su primer gol oficial, ganaron 3-0 y pasaron de ronda.
Debutó en la Eredivisie el 3 de agosto, ante el ADO Den Haag, jugó desde el comienzo y fue sustituido en el minuto 76, ganaron 3-2. Una semana después, metió un triplete ante el NEC Nijmegen.
En la temporada 2014-15, tras intentar ficharlo el Atlético de Madrid, estuvo apartado del primer equipo del PSV desde el mes de octubre por negarse a renovar su contrato con el club, que finalizaba en junio de 2015. Pasó la temporada prácticamente sin poder jugar y terminó su contrato sin tener un destino. En verano de 2015 confirmó su marcha a la liga española.

### Valencia C. F.
El 6 de julio de 2015, con 19 años, se hizo oficial su fichaje por Valencia Club de Fútbol tras no renovar con el PSV, con un contrato hasta 2020, se convirtió en el primer jugador belga en vestir la camiseta ché. Descartó la posibilidad de fichar por Sevilla tras una charla con el técnico valencianista Nuno Espírito Santo, con quien compartía representante, Jorge Mendes.
Su primer partido oficial fue el 22 de agosto de 2015 en la primera jornada de la Liga 2015-16, entró en el minuto 61 por Piatti y empataron a 0 contra el Rayo Vallecano. No fue inscrito para disputar la Liga de Campeones debido a una inesperada lesión del portero Ryan que obligó al club a incribir a otro guardameta. En la jornada 3 jugó su segundo encuentro, fue contra el Sporting de Gijón, ingresó de nuevo por Piatti en el minuto 82. Ya en el descuento le dio una asistencia de oro a Paco Alcácer que solo tuvo que cabecear el balón a puerta vacía y metió así el gol de la victoria.
En su décimo partido con el Valencia, el 31 de octubre, contra el rival de su ciudad, el Levante, fue suplente pero entró por Piatti en el descanso, en el minuto 80 anotó su primer gol en España y cerró el triunfo 3-0.
El 6 de noviembre de 2015 fue nominado al Premio Golden Boy, como uno de los 40 mejores jugadores sub-21 del mundo que juegan en Europa. El premio finalmente lo ganó Anthony Martial.
En noviembre regresó lesionado de jugar con su selección, con una pubalgia de la que no lograría recuperarse completamente. 
En enero de 2016 volvió a tener minutos y se demostró que era un futbolista explosivo pero que no podía resistir los 90' del partido. El 10 de febrero jugó sus últimos minutos de la temporada, fue en la vuelta de semifinales de la Copa del Rey contra el Barcelona, y el 14 de marzo finalmente pasó por quirófano para recuperarse de su osteopatía de pubis con un pronóstico de entre 3 y 4 meses, por lo que no volvió a jugar hasta la siguiente temporada. En total participó en 19 partidos oficiales esa temporada, 16 de Liga y 3 de Copa.

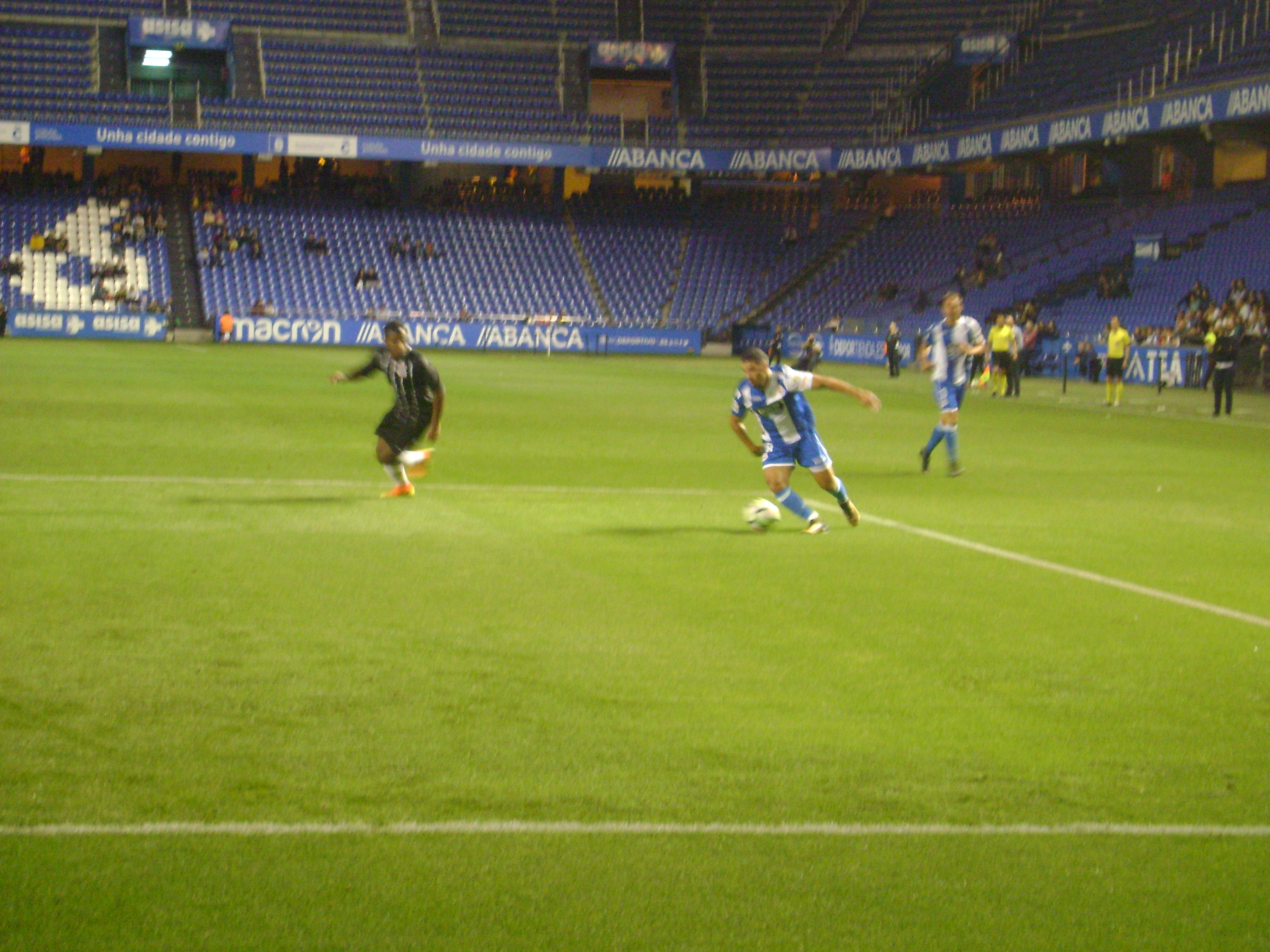
Bakkali disputando un partido del Deportivo La Coruña frente al Corinthians.

Su segunda temporada como valencianista, la 2016-17, lució el dorsal número 11, pero su participación fue aún menor, ya sin lesiones de gravedad. Los casi 700 minutos oficiales que jugó la anterior campaña se convirtieron en casi 400 minutos, jugando los 90' solamente en un encuentro de Copa contra el Celta. A pesar de su poca participación logró dos goles, uno en la 15.ª jornada contra la Real Sociedad y otro en los dieciseisavos de final de Copa frente al Leganés. La afición se mantenía dividida entre quienes confiaban en su explosividad y quienes no lo veían capaz físicamente de resistir físicamente los partidos completos.

### Deportivo de La Coruña
En verano de 2017 ya manifestaba su deseo de tener más minutos, y el 13 de julio se acordó su cesión la temporada 2017-18 al Deportivo de La Coruña.

## Selección nacional

### Juveniles
Fue parte de las categorías inferiores de la selección de Bélgica, la representó en las categorías sub-15, sub-16, sub-17 y sub-21.

#### Participaciones en categorías inferiores
| Competición                                                               | Sede          | Resultado              | Partidos | Goles | Asistencias |
| ------------------------------------------------------------------------- | ------------- | ---------------------- | -------- | ----- | ----------- |
| Fase de clasificación para el Campeonato de Europa Sub-17 de la UEFA 2013 | Bélgica       | Clasificó              | 3        | 3     | 2           |
| Ronda Élite para el Campeonato de Europa Sub-17 de la UEFA 2013           | Croacia       | No clasificó           | 3        | 0     | 1           |
| Clasificación para la Eurocopa Sub-21 de 2017                             | Sin sede fija | En disputa[actualizar] | 2        | 0     | 0           |

### Absoluta
A finales de 2013, la selección belga lo convocó para las últimas jornadas de las eliminatorias para el Mundial, en el primer partido estuvo en el banquillo pero debutó el 15 de octubre ante Gales, al entrar en el minuto 78 por Kevin Mirallas.

## Estadísticas

### Clubes
Actualizado el 11 de mayo de 2025.
| Club                                  | Div.          | Temporada     | Liga  | Liga  | Copas nacionales | Copas nacionales | Torneos internacionales | Torneos internacionales | Total | Total |
| Club                                  | Div.          | Temporada     | Part. | Goles | Part.            | Goles            | Part.                   | Goles                   | Part. | Goles |
| ------------------------------------- | ------------- | ------------- | ----- | ----- | ---------------- | ---------------- | ----------------------- | ----------------------- | ----- | ----- |
| PSV Eindhoven · Países Bajos          | 1.ª           | 2013-14       | 16    | 3     | 2                | 0                | 6                       | 1                       | 24    | 4     |
| PSV Eindhoven · Países Bajos          | Total club    | Total club    | 16    | 3     | 2                | 0                | 6                       | 1                       | 24    | 4     |
| Jong PSV · Países Bajos               | 2.ª           | 2013-14       | 1     | 0     | —                | —                | —                       | —                       | 1     | 0     |
| Jong PSV · Países Bajos               | 2.ª           | 2014-15       | 5     | 1     | —                | —                | —                       | —                       | 5     | 1     |
| Jong PSV · Países Bajos               | Total club    | Total club    | 6     | 1     | 0                | 0                | 0                       | 0                       | 6     | 1     |
| Valencia C. F. · España               | 1.ª           | 2015-16       | 16    | 1     | 3                | 0                | 0                       | 0                       | 19    | 1     |
| Valencia C. F. · España               | 1.ª           | 2016-17       | 18    | 1     | 3                | 1                | —                       | —                       | 21    | 2     |
| Valencia C. F. · España               | Total club    | Total club    | 34    | 2     | 6                | 1                | 0                       | 0                       | 40    | 3     |
| R. C. Deportivo de La Coruña · España | 1.ª           | 2017-18       | 23    | 0     | 1                | 0                | 0                       | 0                       | 24    | 0     |
| R. C. Deportivo de La Coruña · España | Total club    | Total club    | 23    | 0     | 1                | 0                | 0                       | 0                       | 24    | 0     |
| R. S. C. Anderlecht · Bélgica         | 1.ª           | 2018-19       | 18    | 1     | 0                | 0                | 4                       | 2                       | 22    | 3     |
| R. S. C. Anderlecht · Bélgica         | 1.ª           | 2019-20       | 4     | 1     | 0                | 0                | —                       | —                       | 4     | 1     |
| R. S. C. Anderlecht · Bélgica         | 1.ª           | 2020-21       | 2     | 0     | 0                | 0                | —                       | —                       | 2     | 0     |
| R. S. C. Anderlecht · Bélgica         | Total club    | Total club    | 24    | 2     | 0                | 0                | 4                       | 2                       | 28    | 4     |
| K. Beerschot V. A. · Bélgica          | 1.ª           | 2020-21       | 4     | 0     | —                | —                | —                       | —                       | 4     | 0     |
| K. Beerschot V. A. · Bélgica          | Total club    | Total club    | 4     | 0     | 0                | 0                | 0                       | 0                       | 4     | 0     |
| RKC Waalwijk · Países Bajos           | 1.ª           | 2022-23       | 18    | 3     | 1                | 0                | —                       | —                       | 19    | 3     |
| RKC Waalwijk · Países Bajos           | 1.ª           | 2023-24       | 18    | 0     | 1                | 0                | —                       | —                       | 19    | 0     |
| RKC Waalwijk · Países Bajos           | Total club    | Total club    | 36    | 3     | 2                | 0                | 0                       | 0                       | 38    | 3     |
| Ittihad Tanger Marruecos              | 1.ª           | 2024-25       | 12    | 1     | 1                | 0                | —                       | —                       | 13    | 1     |
| Ittihad Tanger Marruecos              | Total club    | Total club    | 12    | 1     | 1                | 0                | 0                       | 0                       | 13    | 1     |
| Total carrera                         | Total carrera | Total carrera | 155   | 12    | 12               | 1                | 10                      | 3                       | 177   | 16    |

### Selecciones
Actualizado al 11 de octubre de 2016.
Último partido citado: Bélgica 1 - 1 Letonia
| Sub-15 · Bélgica                                                                                     | 2010-11       | -  | - | - | - | 6  | 5  | 6  | 5  |
| Sub-15 · Bélgica                                                                                     | Total sel.    | -  | - | - | - | 6  | 5  | 6  | 5  |
| Sub-16 · Bélgica                                                                                     | 2011-12       | -  | - | - | - | 4  | 4  | 4  | 4  |
| Sub-16 · Bélgica                                                                                     | Total sel.    | -  | - | - | - | 4  | 4  | 4  | 4  |
| Sub-17 · Bélgica                                                                                     | 2012-13       | 6  | 3 | - | - | 6  | 4  | 12 | 7  |
| Sub-17 · Bélgica                                                                                     | Total sel.    | 6  | 3 | - | - | 6  | 4  | 12 | 7  |
| Sub-21 · Bélgica                                                                                     | 2012-13       | -  | - | - | - | 4  | 1  | 4  | 1  |
| Sub-21 · Bélgica                                                                                     | 2015-16       | 2  | 0 | - | - | 0  | 0  | 2  | 0  |
| Sub-21 · Bélgica                                                                                     | 2016-17       | 3  | 0 | - | - | 0  | 0  | 3  | 0  |
| Sub-21 · Bélgica                                                                                     | Total sel.    | 5  | 0 | - | - | 4  | 1  | 9  | 1  |
| Absoluta · Bélgica                                                                                   | 2013-14       | 1  | 0 | - | - | 0  | 0  | 1  | 0  |
| Absoluta · Bélgica                                                                                   | 2015-16       | 1  | 0 | - | - | 0  | 0  | 1  | 0  |
| Absoluta · Bélgica                                                                                   | Total sel.    | 2  | 0 | - | - | 0  | 0  | 2  | 0  |
| Total carrera                                                                                        | Total carrera | 13 | 3 | - | - | 20 | 14 | 33 | 17 |
| (1)Incluidos los datos del Campeonato de Europa Sub-17 de la UEFA (2013) y la Eurocopa Sub-21 (2017) |               |    |   |   |   |    |    |    |    |

## Palmarés

### Títulos nacionales
| Título     | Club          | País         | Año     |
| ---------- | ------------- | ------------ | ------- |
| Eredivisie | PSV Eindhoven | Países Bajos | 2014-15 |

### Distinciones individuales
| Distinción                                                                | Año  |
| ------------------------------------------------------------------------- | ---- |
| Parte de los 50 mejores futbolistas sub-18 del mundo según medio Goal.com | 2014 |